# Synthemis pamelae
Synthemis pamelae – gatunek ważki z rodziny Synthemistidae.